# Ryan Kelly (basquetebolista)
Ryan Kelly (Carmel, 9 de abril de 1991) é um jogador norte-americano de basquete profissional que atualmente joga pelo Houston Rockets, disputando a National Basketball Association (NBA). Foi draftado em 2013 na segunda rodada pelo Los Angeles Lakers.